# Pyeonghwa Motors

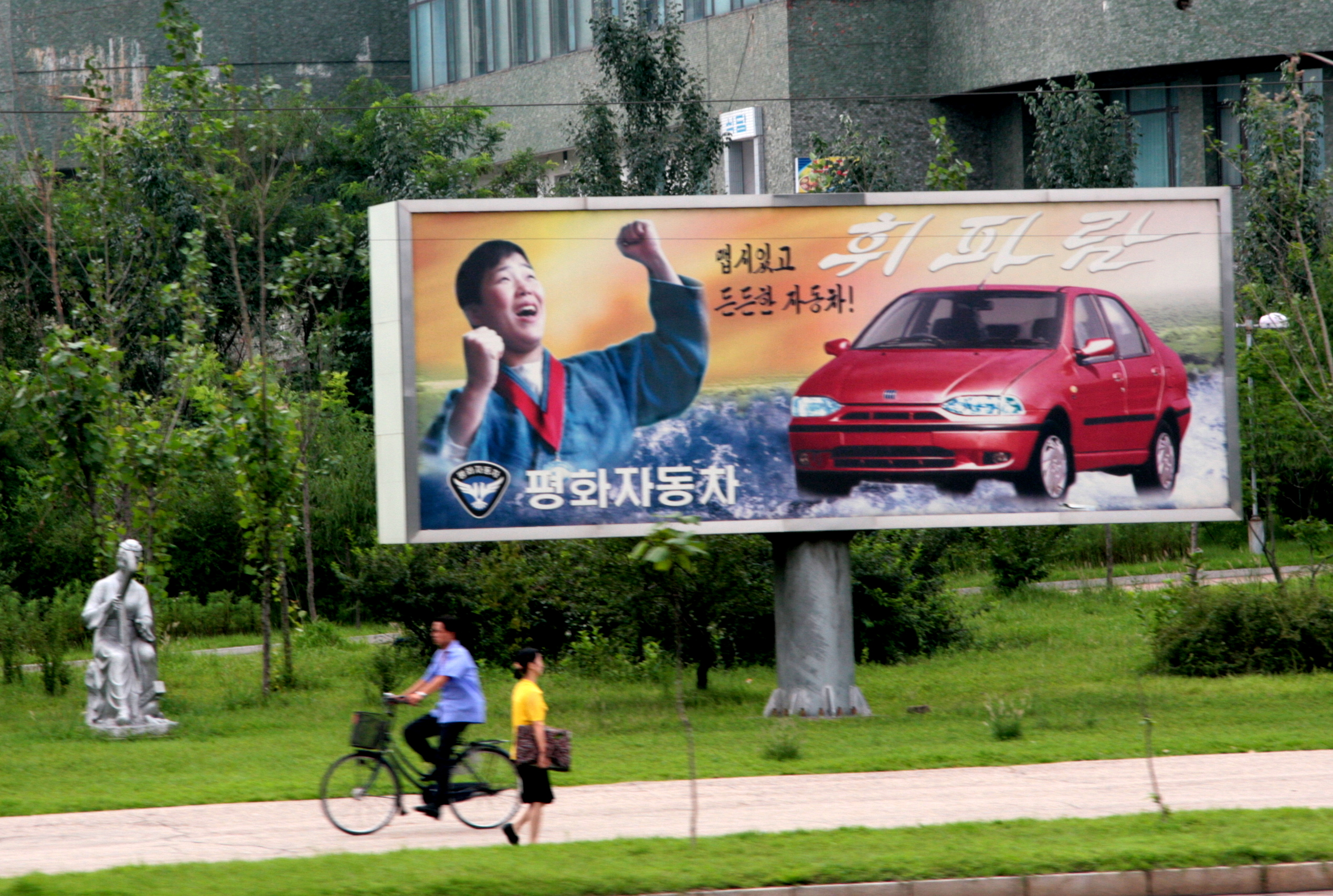
Reklamaffisch för Pyeonghwa (baserad på Fiat Siena).

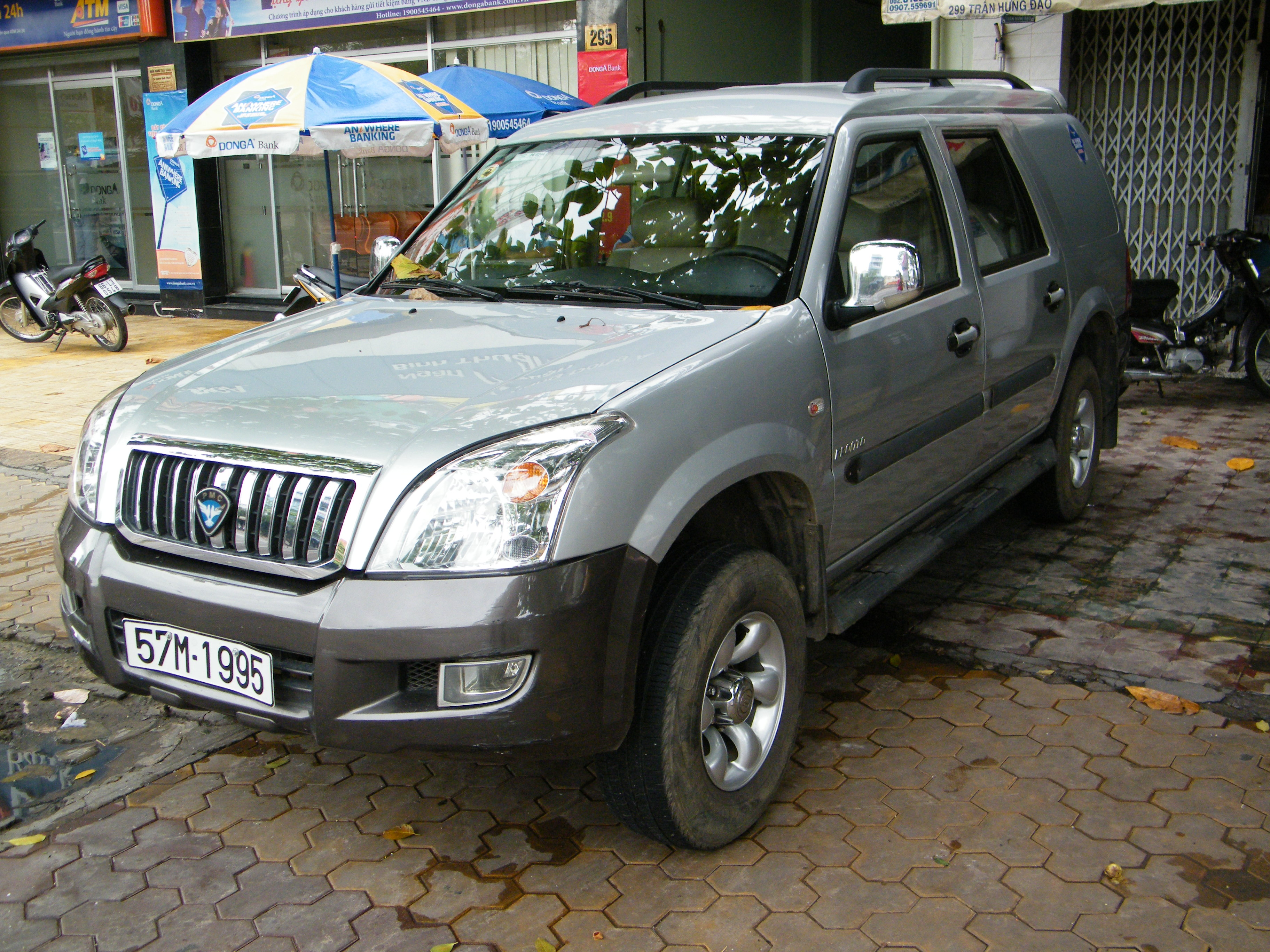
En Pyeonghwa Pronto fotograferad i Vietnam.

Pyonghwa Auto Works (av koreanska P'yŏnghwa, fred)  är en nordkoreansk biltillverkare i Nampo med monopol på både import och nyproduktion av bilar i Nordkorea. Företaget är ett samriskföretag mellan Familjefederationen för Världsfred och Enighet (Enighetskyrkan) och nordkoreanska Ryonbong. Deras bilar är licenstillverkade versioner av modeller från andra märken, till exempel Fiat Siena (Pyeonghwa Hwiparam), Brilliance BS4 (Pyeonghwa Hwiparam II) och SsangYong Chairman.

## Bilmodeller
- 410 (1994 - 2002)
- Huiparam (sedan 2002)
- Huiparam Ⅱ (sedan 2005)
- Huiparam Ⅲ (sedan 2011)
- Junma (2008 - 2009)
- Paso 990 (sedan 2011)
- Ppeokkugi (sedan 2002)
- Ppeokkugi Ⅱ (sedan 2004)
- Ppeokkugi Ⅲ (sedan 2004)
- Ppeokkugi 4WD-A/B/C (sedan 2009)
- Premio DX (2004 - 2009)
- Premio DX Ⅱ (sedan 2009)
- Premio MAX (sedan 2004)
- Pronto DX (2004 - 2009)
- Pronto GS (sedan 2009)
- Samchunri (sedan 2005)
- Zunma (sedan 2008)

## Historia
- 1999, april - moonrörelsen grundar Pyonghwa Motors
- 2000, januari - samriskföretaget med Ryonbong offentliggörs
- 2002, april - den första produktionslinjen i Nampo står färdig och de första Hwiparamerna produceras
- 2004 - bilmodellerna Premio och Pronto lanseras